# Atletismo en los Juegos Panafricanos de 2023
El atletismo en los Juegos Panafricanos de 2023 se llevó a cabo del 18 al 22 de marzo en Accra, Ghana.

## Resultados

### Masculino
| 100 metros              | Emmanuel Eseme (10.14)                                                                             | Usheoritse Itsekiri (10.23)                                                                       | Gilbert Hainuca (10.29)                                                                                           |  |  |  |
| 200 metros              | Joseph Amoah (20.70)                                                                               | Claude Itoungue Bongogne (20.74)                                                                  | Consider Ekanem (20.80)                                                                                           |  |  |  |
| 400 metros              | Chidi Okezie (45.06)                                                                               | Muzala Samukonga (45.37)                                                                          | Cheikh Tidiane Diouf (45.49)                                                                                      |  |  |  |
| 800 metros              | Aaron Cheminingwa (1:45.72)                                                                        | Ngeno Kipngetich (1:45.73)                                                                        | Tumo Nkape (1:46.04)                                                                                              |  |  |  |
| 1500 metros             | Brian Komen (3:39.19)                                                                              | Ermias Girma (3:39.40)                                                                            | Abel Kipsang (3:39.45)                                                                                            |  |  |  |
| 5000 metros             | Hagos Gebrhiwet (13:38.12)                                                                         | Abdullahi Jama Mohamed (13:38.64)                                                                 | Cornelius Kemboi (13:40.61)                                                                                       |  |  |  |
| 10000 metros            | Nibret Melak (29:45.37)                                                                            | Gemechu Dida (29:45.68)                                                                           | Evans Kiptum (29:47.61)                                                                                           |  |  |  |
|                         | |                                                                                                   | |  |  |  |
| 110 metros vallas       | Louis François Mendy (13.61)                                                                       | Amine Bouanani (13.69)                                                                            | Yousuf Badawy Sayed (13.83)                                                                                       |  |  |  |
| 400 metros vallas       | Saad Hinti (48.82) NR                                                                              | Victor Ntweng (49.38                                                                              | Kemorena Tisang (50.09)                                                                                           |  |  |  |
| 3000 metros vallas      | Samuel Firewu (8:24.30)                                                                            | Amos Serem (8:25.77)                                                                              | Simon Koech (8:26.19)                                                                                             |  |  |  |
|                         | |                                                                                                   | |  |  |  |
| Relevo 4x100            | Nigeria Israel Okon Sunday Consider Ekanem Alaba Akintola Usheoritse Itsekiri Edose Ibadin (38.41) | Ghana Edwin Gadayi Benjamin Azamati Solomon Hammond Joseph Amoah (38.43)                          | Liberia John Sherman Emmanuel Matadi Jabez Reeves Joseph Fahnbulleh (38.73) RN                                    |  |  |  |
| Relevo 4x400            | Zambia Patrick Nyambe Kennedy Luchembe David Mulenga Muzala Samukonga (2:59.12) RA, RN             | Botsuana Busang Kebinatshipi Leungo Scotch Boitumelo Masilo Bayapo Ndori Omphile Seribe (2:59.32) | Nigeria Ifeanyi Emmanuel Ojeli Samson Oghenewegba Nathaniel Sikiru Adeyemi Chidi Okezie Dubem Nwachukwu (3:01.84) |  |  |  |
|                         | |                                                                                                   | |  |  |  |
| 20km marcha             | Misgana Wakuma (1:28:05)                                                                           | Samuel Gathimba (1:28:06)                                                                         | Ismail Benhammouda (1:31:12                                                                                       |  |  |  |
| Media maratón           | Samsom Amare (1:05:04)                                                                             | William Amponsah (1:05:13)                                                                        | Isaac Mpofu (1:05:37)                                                                                             |  |  |  |
|                         | |                                                                                                   | |  |  |  |
| Salto alto              | Evans Yamoah (2.23 m)                                                                              | Saad Hammouda (2.21 m)                                                                            | Mpho Links (2.21 m)                                                                                               |  |  |  |
| Salto con pértiga       | Mehdi Amar Rouana (5.30 m)                                                                         | Boubacar Diallo (5.00 m)                                                                          | Abera Alemu (4.00 m)                                                                                              |  |  |  |
| Salto largo             | Asande Mthembu (7.86 m)                                                                            | Yasser Triki (7.83 m)                                                                             | Appolinaire Yinra (7.71 m)                                                                                        |  |  |  |
| Salto triple            | Hugues Fabrice Zango (16.97 m)                                                                     | Amath Faye (16.24 m)                                                                              | Yacouba Loué (15.86 m)                                                                                            |  |  |  |
| Lanzamiento de bala     | Chukwuebuka Enekwechi (21.06 m)                                                                    | Mostafa Amr Hassan (20.70 m)                                                                      | Mohamed Magdi Hamza (20.29 m)                                                                                     |  |  |  |
| Lanzamiento de disco    | Victor Hogan (62.56 m)                                                                             | Oussama Khennoussi (59.97 m)                                                                      | Ryan Williams (55.42 m)                                                                                           |  |  |  |
| Lanzamiento de martillo | Mostafa El Gamel (73.65 m)                                                                         | Mohsen Mohamed Anani (67.71 m)                                                                    | Alan Cumming (67.57 m)                                                                                            |  |  |  |
| Lanzamiento de jabalina | Nnamdi Chinecherem (82.80 m) RN                                                                    | Julius Yego (81.74 m)                                                                             | Mustafa Mahmoud Abdel Khaliq (78.10 m)                                                                            |  |  |  |
|                         | |                                                                                                   | |  |  |  |
| Decatlón                | Fredriech Pretorius (7550 pts)                                                                     | Edwin Kimutai Too (7140 pts) RN                                                                   | Dhiae Boudoumi (6943 pts)                                                                                         |  |  |  |

### Femenino
| 100 metros              | Gina Bass (11.36) | Maia McCoy (11.49)                                                               | Olayinka Olajide (11.55)                                                            |                               |  |  |
| 200 metros              | Gina Bass (23.13) | Olayinka Olajide (23.18)                                                         | Natacha Ngoye Akamabi (23.42)                                                       |                               |  |  |
| 400 metros              | Mary Moraa (50.57) | Esther Elo Joseph (51.61)                                                        | Sita Sibiri (51.74) RN                                                              |                               |  |  |
| 800 metros              | Tsige Duguma (1:57.73) | Halima Nakaayi (1:58.59)                                                         | Vivian Chebet Kiprotich (2:00.27)                                                   |                               |  |  |
| 1500 metros             | Hirut Meshesha (4:05.71) RA | Hawi Abera (4:06.09)                                                             | Mary Ekiru (4:06.22)                                                                |                               |  |  |
| 5000 metros             | Medina Eisa (15:04.32) | Birtukan Molla (15:05.32)                                                        | Melknat Wudu (15:07.04)                                                             |                               |  |  |
| 10000 metros            | Janeth Chepngetich (33:37.00)                                                                                                  | Wede Kefale (33:38.37)                                                           | Tekan Berhe (33:51.50)                                                              |                               |  |  |
|                         | |                                                                                  |                                                                                     |                               |  |  |
| 100 metros vallas       | Tobi Amusan (12.89) | Sidonie Fiadanantsoa (13.19)                                                     | Ashley Kamangirira (13.59)                                                          |                               |  |  |
| 400 metros vallas       | Rogail Joseph (55.39) | Noura Ennadi (55.85)                                                             | Linda Angounou (56.41)                                                              |                               |  |  |
| 3000 metros vallas      | Beatrice Chepkoech (9:15.61) RA                                                                                                | Peruth Chemutai (9:16.07)                                                        | Lomi Muleta (9:26.63)                                                               |                               |  |  |
|                         | |                                                                                  |                                                                                     |                               |  |  |
| Relevo 4x100            | Nigeria Justina Tiana Eyakpobeyan Olayinka Olajide Moforehan Abinusawa Tobi Amusan Chisom Onyebuchi Blessing Ogundiran (43.05) | Liberia Ebony Morrison Destiny Smith-Barnett Maia McCoy Shania Collins (44.02)   | Ghana Mary Boakye Janet Mensah Doris Mensah Halutie Hor Benedicta Kwartemaa (44.21) |                               |  |  |
| Relevo 4x400            | Nigeria Esther Elo Joseph Patience Okon George Brittany Ogunmokun Omolara Ogunmakinju (3:27.29)                                | Zambia Niddy Mingilishi Quincy Malekani Abygirl Sepiso Rhoda Njobvu (3:31.85) RN | Botsuana Tlhomphang Basele Lydia Jele Obakeng Kamberuka Oratile Nowe (3:33.44)      |                               |  |  |
|                         | |                                                                                  |                                                                                     |                               |  |  |
| 20km marcha             | Emily Wamusyi Ngii | Sintayehu Masire                                                                 | Souad Azzi                                                                          |                               |  |  |
| Media maratón           | Loliha Atalena (1:14:36) | Zewditu Aderaw (1:14:40)                                                         | Nancy Chepleting Meli (1:15:07)                                                     |                               |  |  |
|                         | |                                                                                  |                                                                                     |                               |  |  |
| Salto alto              | Rose Amoanimaa Yeboah (1.90 m)                                                                                                 | Fatoumata Balley (1.81 m)                                                        | Darina Hadil Rezik (1.78 m)                                                         |                               |  |  |
| Salto con pértiga       | Miré Reinstorf (4.35 m) RA | Dorra Mahfoudhi (3.70 m)                                                         | Solo participaron dos atletas                                                       | Solo participaron dos atletas |  |  |
| Salto largo             | Ese Brume (6.92 m) | Marthe Koala (6.81 m)                                                            | Prestina Ochonogor (6.67 m)                                                         |                               |  |  |
| Salto triple            | Ruth Usoro (13.80 m) | Winny Bii (13.64 m)                                                              | Saly Sarr (13.60 m)                                                                 |                               |  |  |
| Lanzamiento de bala     | Ashley Erasmus (16.98 m) | Oyesade Olatoye (16.61 m)                                                        | Ischke Senekal (16.38 m)                                                            |                               |  |  |
| Lanzamiento de disco    | Obiageri Amaechi (58.93 m) | Chioma Onyekwere (58.03 m)                                                       | Nora Monie (56.11 m)                                                                |                               |  |  |
| Lanzamiento de martillo | Zahra Tatar (69.65 m) RA, RN                                                                                                   | Zouina Bouzebra (68.97 m)                                                        | Oyesade Olatoye (68.92 m)                                                           |                               |  |  |
| Lanzamiento de jabalina | Jo-Ane van Dyk (60.80 m) RA | Jana van Schalkwyk (57.64 m)                                                     | Josephine Joyce Lalam (57.01 m) RN                                                  |                               |  |  |
|                         | |                                                                                  |                                                                                     |                               |  |  |
| Heptatlón               | Odile Ahouanwanou (5616 pts)                                                                                                   | Kemi Francis-Petersen (5268 pts)                                                 | Adèle Mafogang (5181 pts)                                                           |                               |  |  |

### Mixto
| Evento       | Oro | Plata                                                                                             | Bronce                                                                                  |
| ------------ | --- | ------------------------------------------------------------------------------------------------- | --------------------------------------------------------------------------------------- |
| Relevo 4x400 | Nigeria Ifeanyi Emmanuel Ojeli Patience Okon George Sikiru Adeyemi Omolara Ogunmakinju Samson Oghenewegba Nathaniel (3:13.26) RA | Botsuana Busang Kebinatshipi Lydia Jele Bayapo Ndori Obakeng Kamberuka Leungo Scotch (3:13.99) RN | Kenia David Sanayek Kapirante Maureen Thomas Kennedy Kimeu Muthoki Mary Moraa (3:18.03) |

- RA: Récord africano
- RN: Récord nacional

## Medallero
| Núm. | País                | Oro | Plata | Bronce | Total |
| ---- | ------------------- | --- | ----- | ------ | ----- |
| 1    | Nigeria             | 11  | 6     | 5      | 22    |
| 2    | Etiopía             | 7   | 7     | 4      | 18    |
| 3    | Sudáfrica           | 7   | 1     | 3      | 11    |
| 4    | Kenia               | 6   | 6     | 8      | 20    |
| 5    | Ghana               | 3   | 2     | 1      | 6     |
| 6    | Argelia             | 2   | 4     | 4      | 10    |
| 7    | Gambia              | 2   | 0     | 0      | 2     |
| 8    | Marruecos           | 1   | 2     | 0      | 3     |
| 8    | Zambia              | 1   | 2     | 0      | 3     |
| 10   | Camerún             | 1   | 1     | 4      | 6     |
| 11   | Egipto              | 1   | 1     | 3      | 5     |
| 12   | Burkina Faso        | 1   | 1     | 2      | 4     |
| 12   | Senegal             | 1   | 1     | 2      | 4     |
| 14   | Benín               | 1   | 0     | 0      | 1     |
| 14   | Eritrea             | 1   | 0     | 0      | 1     |
| 14   | Sudán del Sur       | 1   | 0     | 0      | 1     |
| 17   | Botsuana            | 0   | 3     | 3      | 6     |
| 18   | Liberia             | 0   | 2     | 1      | 3     |
| 18   | Uganda              | 0   | 2     | 1      | 3     |
| 20   | Túnez               | 0   | 2     | 0      | 2     |
| 21   | Guinea              | 0   | 1     | 0      | 1     |
| 21   | Madagascar          | 0   | 1     | 0      | 1     |
| 21   | Mali                | 0   | 1     | 0      | 1     |
| 21   | Somalia             | 0   | 1     | 0      | 1     |
| 25   | Namibia             | 0   | 0     | 2      | 2     |
| 25   | Zimbabue            | 0   | 0     | 2      | 2     |
| 27   | República del Congo | 0   | 0     | 1      | 1     |